# Michael Clapham
Michael Clapham, född 15 maj 1943 i Barnsley, är en brittisk Labourpolitiker. Han var parlamentsledamot för valkretsen Barnsley West and Penistone från 1992 till 2010. Michael Clapham står till vänster i partiet, är medlem av Socialist Campaign Group och har röstat emot Tony Blairs regering vid flera tillfällen. Han var tidigare facklig företrädare inom National Union of Mineworkers.